# Леушин, Дмитрий Сидорович
Дмитрий Сидорович Леушин (5 ноября 1920, Сабельцы, Вятская губерния — 5 декабря 1944, Венгрия) — красноармеец Рабоче-крестьянской Красной Армии, участник Великой Отечественной войны, Герой Советского Союза (1945).

## Биография
Дмитрий Леушин родился 5 ноября 1920 года в деревне Сабельцы (ныне — Нагорский район Кировской области). После окончания семи классов школы работал продавцом, поставщиком леса, учителем. В июле 1942 года Леушин был призван на службу в Рабоче-крестьянскую Красную Армию. Окончил курсы радистов. С августа 1942 года — на фронтах Великой Отечественной войны.
К декабрю 1944 года красноармеец Дмитрий Леушин был радистом взвода управления 1-го дивизиона 103-го миномётного полка 3-й миномётной бригады 7-й артиллерийской дивизии прорыва 46-й армии 2-го Украинского фронта. Отличился во время освобождения Венгрии. В ночь с 4 на 5 декабря 1944 года Леушин переправился через Дунай в районе населённого пункта Эрчи в 28 километрах к югу от Будапешта, несмотря на ранение и затопление лодки, успешно проложил линию связи между командованием и передовой группой, после чего корректировал огонь артиллерии дивизиона. Неподалёку от правого берега реки Леушин получил смертельно ранение.
Указом Президиума Верховного Совета СССР от 24 марта 1945 года за «мужество и героизм, проявленные при форсировании Дуная» красноармеец Дмитрий Леушин посмертно был удостоен высокого звания Героя Советского Союза. Также был награждён орденом Ленина и двумя медалями «За отвагу».

## Память
- Его имя на гранитной стелле в парке Победы в Кирове.

- Имя Героя высечено золотыми буквами в зале Славы Центрального музея Великой Отечественной войны в Парке Победы города Москвы.

- В честь Леушина названа улица в Нагорске[1].